# Jason Pierre-Paul
Pour les articles homonymes, voir Jason.
(en) Statistiques sur pro-football-reference
Jason Andrew Pierre-Paul (né le 1er janvier 1989, à Deerfield Beach), surnommé JPP, est un joueur américain de football américain, actuellement agent libre, évoluant au poste de defensive end dans la National Football League (NFL).
Il a joué au niveau universitaire avec les Bulls de South Florida dans la NCAA Division I FBS pendant deux saisons avant d'être sélectionné lors du 1er tour de la draft 2010 de la NFL par la franchise des Giants de New York. Il y joue pendant huit saisons (2010-2017) avant de rejoindre pour quatre saisons les Buccaneers de Tampa Bay (2018-2021) et les Ravens de Baltimore (2022).
Il a remporté deux Super Bowls, le Super Bowl XLVI avec les Giants et le Super Bowl LV avec les Buccaneers.

## Biographie
Pierre-Paul est né à Deerfield Beach, en Floride d'immigrants haïtiens venus d'Haïti en 1983. À la Deerfield Beach High School, Pierre-Paul joue pendant 4 années avec l'équipe de Basketball mais après s'être blessé sérieusement à la jambe, il se reporte vers le football américain pour son année senior.

### Carrière universitaire
Comme freshman dans l'équipe du College of the Canyons en Californie évoluant en California Community College Athletic Association (CCCAA), il compile 49 tackles (dont 19 entraînant une perte de ballon adverse), 14 sacks, 2 fumbles forcés, 1 interception et 1 fumble recouvert. Il est sélectionné pour faire partie de l'équipe type de la Western State Conference ainsi que celle de la All America.
En 2008, JPP joue avec l'équipe de Fort Scott Community College au Kansas en National Junior College Athletic Association (NJCAA), où il compile 70 tackles, 10.5 sacks, 3 fumbles forcés et 2 fumbles recouverts ce qui lui vaut une sélection à la First-Team Little All-American.
Il est alors repéré et transféré à l'Université du Sud de la Floride à Tampa en Floride évoluant en NCAA Division I FBS en American Athletic Conference. En 2009, il joue 13 matchs pour les Bulls, débutant 7 matchs comme titulaire. Il compile 45 tackles (dont 16.5 pour une perte de ballon adverse), 6.5 sacks, 1 interception (avec un retour de 18 yards pour inscrire 1 touchdown), 3 passes déviées et provoque 2 fumbles.
Il est alors sélectionné dans la 1re équipe type du pays (First-team All-America) par Pro Football Weekly ainsi que dans l'équipe type de l'All Big East. Il est surnommé la Sensation Haïtienne (Haitian Sensation).
En 4e semaine de la saison, il est désigné Joueur Défensif de Ligne (Defensive lineman) de la semaine par le College Performance Awards.
Après son année junior, il décide de ne pas jouer son année senior et se présente à la Draft 2010 de la NFL.

### Carrière professionnelle

#### Pré-Draft
| Données mesurées lors du NFL Scouting Combine 2010 | Données mesurées lors du NFL Scouting Combine 2010 | Données mesurées lors du NFL Scouting Combine 2010 | Données mesurées lors du NFL Scouting Combine 2010 | Données mesurées lors du NFL Scouting Combine 2010 | Données mesurées lors du NFL Scouting Combine 2010 | Données mesurées lors du NFL Scouting Combine 2010 | Données mesurées lors du NFL Scouting Combine 2010 | Données mesurées lors du NFL Scouting Combine 2010 | Données mesurées lors du NFL Scouting Combine 2010 | Données mesurées lors du NFL Scouting Combine 2010 |
| Taille                                             | Poids                                              | Long. bras                                         | Taille main                                        | 40 yd dash                                         | 10 yd split                                        | 20 yd split                                        | 20 yd shuttle                                      | 3 cone drill                                       | Dét. Vert.                                         | Dét. Long.                                         |
| -------------------------------------------------- | -------------------------------------------------- | -------------------------------------------------- | -------------------------------------------------- | -------------------------------------------------- | -------------------------------------------------- | -------------------------------------------------- | -------------------------------------------------- | -------------------------------------------------- | -------------------------------------------------- | -------------------------------------------------- |
| 1,95 m (6 ft 5 in)                                 | 122,469 kg (270 lb)                                | 88,26 cm (34,75 in)                                | 27,30 (10,75 in)                                   | 4,78 s                                             | 1,68 s                                             | 2,76 s                                             | 4,67 s                                             | 7,18 s                                             | 80 cm (31,5 in)                                    | 2,97 m (9 ft 9 in)                                 |

#### Giants de New York

##### Saison 2010
Pierre-Paul est drafté par les Giants de New York  comme choix global no 15 au 1er tour de la Draft 2010 de la NFL. Le 31 juillet 2010, Pierre-Paul signe un contrat de 5 ans pour 20,05 million US$ dont 11,629 million US$ garanti.
Il fait ses débuts en NFL le 12 septembre 2010 lors du 1er match de saison des Giants et réussit 2 tackles. Il termine la saison après avoir joué 16 matchs, totalisant 24 tackles en solo et avec 4,5 sacks. Il fut désigné par le magazine Pro Football Rosters comme membre de l'équipe type des joueurs draftés de la saison (All-NFL Draft Team).

##### Saison 2011

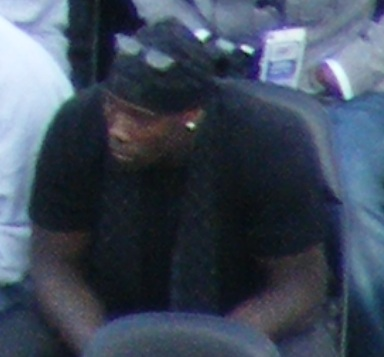
JPP lors de la cérémonie d'après Super Bowl XLVI à New York.

La ligne défensive des Giants étant orpheline d'Osi Umenyiora et de Justin Tuck à la suite de blessures, Pierre-Paul reçoit beaucoup de temps de jeu et est même titulaire à 12 reprises. Il réalisera 16,5 sacks (meilleur réalisateur de son équipe) et est sélectionné à son 1er Pro Bowl. Il est également nommé dans l'équipe type de la NFL (First-team All-Pro).
Il affichera un bilan de fin de saison 2011 de 65 tackles, 16.5 sacks, 1 safety, et 2 fumbles forcés.
Le 11 décembre 2011, après avoir déjà réalisé 2 sacks (dont un comme safety) et forcé 1 fumble, il bloque lors de la dernière seconde du match, la tentative de field goal de 47 yards du kicker des Cowboys de Dallas, Dan Bailey. Les Giants remportent le match 37 à 34. Il devient par la même occasion le 1er joueur de NFL à réaliser lors d'un même match, 1 sack, 1 fumble forcé, et 1 field goal bloqué.

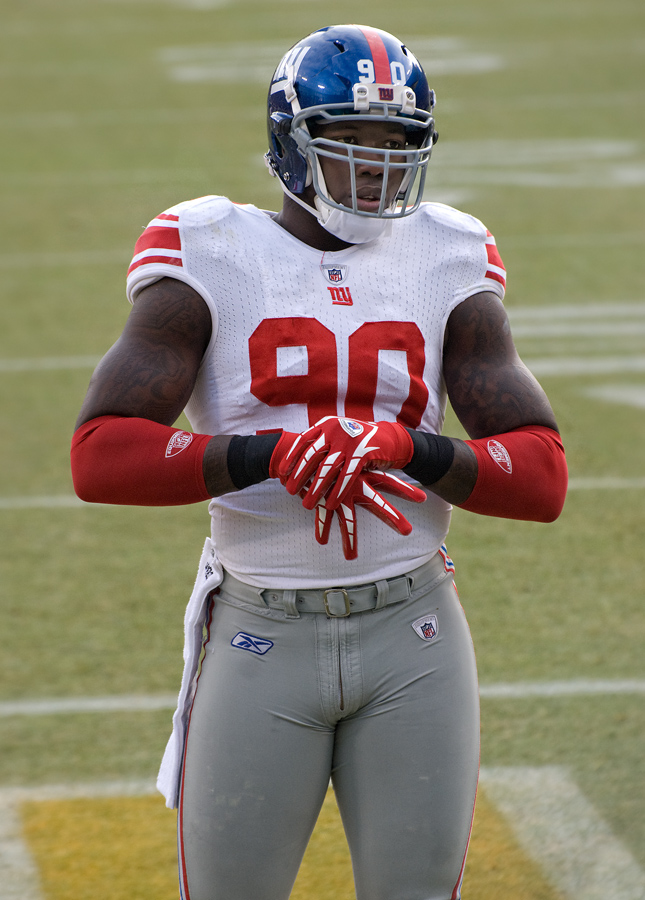
JPP avec les Giants en 2012.

Le 13 décembre 2011, il est désigné meilleur joueur défensif de la semaine  en NFC.
Le 27 décembre 2011, il fut annoncé que Pierre-Paul avait été désigné pour participer à son 1er Pro Bowl.
Il joua un grand rôle lors des playoffs joués par les Giants. La saison se termine en apothéose puisqu'il remporte le Super Bowl XLVI 21 à 17 contre les Patriots de la Nouvelle-Angleterre

##### Saison 2012
Le 28 octobre 2012, contre les Cowboys de Dallas, Pierre-Paul réalise la 1re interception de sa carrière NFL et la retourne pour inscrire un touchdown. Il termine la saison 2012 avec un bilan de 6,5 sacks et 43 tackles.

##### Saison 2013
Le 3 juin 2013, Pierre-Paul subi une intervention chirurgicale afin de lui ôter une hernie discale. Il rejoue néanmoins le 1er match de saison régulière contre Dallas et y réalise 1 sack. Contre les Packers de Green Bay, il réussit à nouveau une interception qu lui permet d'inscrire un nouveau touchdown.

##### Saison 2014
Pierre-Paul termine la saison avec un bilan de 12.5 sacks.

##### Saison 2015
Le 3 mars 2015, les Giants de New York placent un franchise tag sur Pierre-Paul. Le franchise tag n'étant pas exclusif, cela signifie que Pierre-Paul peut négocier avec les autres équipes mais que les Giants ont le droit soit d'égaler toute offre faite à JPP soit recevoir 2 choix de 1er tour de Draft en compensation.
Le 4 juillet 2015, Pierre-Paul se blesse sérieusement à la main alors qu'il manipule chez lui des feux d'artifice. Le 8 juillet 2015,
son index droit doit être amputé,.

##### Saison 2016
Le 8 mars 2016, Pierre-Paul renonce à une offre des Cardinals de l'Arizona pour rester chez les Giants de New York.
Avant la saison 2016, Pierre-Paul soigne sa main et se fait à nouveau opérer afin de pouvoir supporter un gant plutôt que la protection imposante qu'il avait du mettre en 2015.
En 12e semaine, contre les Browns de Cleveland (victoire 27 à 13), il effectue 3 sacks dont un fumble retourné sur 43 yards pour inscrire le troisième touchdown de sa carrière. Pierre-Paul est nommé défenseur NFC de la semaine pour sa performance en 12e semaine.
Le 7 décembre 2016, il se fait opérer d'une hernie et est annoncé blessé pour une durée de 6 semaines. Il ne joue cependant plus de la saison, les Giants étant battus par les Packers de Green Bay lors du tour de Wild Card des playoffs. Sans Pierre-Paul et sans le cornerback Dominique Rodgers-Cromartie blessé également, les Giants encaissent 38 points lors de ce déplacement (défaite 38 à 13), leur plus grand nombre de points accordé de la saison.

##### Saison 2017
Le 27 février 2017, les Giants placent le franchise tag sur Pierre-Paul pour la seconde fois. Le 17 mars 2017, Pierre-Paul signe un contrat de 4 ans pour 62 millions de $ dont 40 garantis avec les Giants.

#### Buccaneers de Tampa Bay

##### Saison 2018
Le 22 mars 2018, les Giants échangent Pierre-Paul contre un choix de 3e tour lors de la draft 2018 de la NFL et un échange de choix de 4e tour des Buccaneers de Tampa Bay.
Il dispute les 16 matchs de la saison totalisant en fin de saison 58 plaquages et 12 ½ sacks.

##### Saison 2019

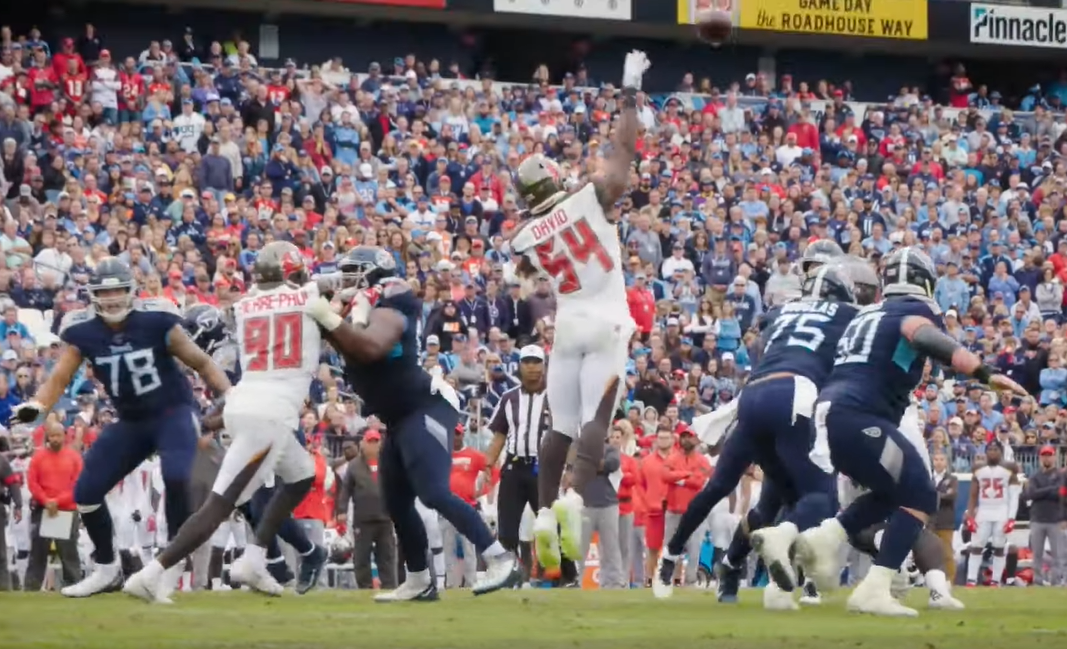
Pierre-Paul lors d'un match contre les Titans.

En mai 2019, Pierre-Paul subi une fracture du cou en raison du non-port de la ceinture de sécurité lors d'un accident de voiture, ce qui met sa saison en péril. Il est cependant autorisé à reprendre son sport fin août et est placé dans la liste des réservistes blessés non liés au football pour commencer la saison. Il est activé le 26 octobre 2019 avant le match de la 8e semaine.
Contre les Falcons en 12e semaine (victoire 35 à 22), il réalise un sack sur le QB Matt Ryan qui est retourné sur onze yards en touchdown par son équipier Ndamukong Suh. Lors de la défaite 20 à 23 contre les Texans en 16e semaine, il effectue trois sacks sur le QB Deshaun Watson. À l'occasion du dernier match de la saison régulière, il réussit deux sacks sur le QB Matt Ryan, un de ceux-ci étant retourné sur 91 yards en touchdown par son équipier Devin White lors de la prolongation (défaite 22 à 28).
Globalement, Pierre-Paul termine la saison 2019 avec un total de 27 plaquages, 8½ sacks, deux passes défendues et deux fumbles forcés au cours des dix matchs qu'il a disputés.

##### Saison 2020

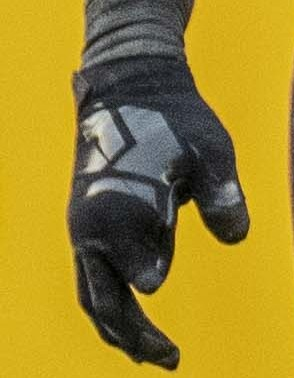
La main gantée de Pierre-Paul en 2021, six ans après l'amputation de son index.

Le 17 mars 2020, Pierre-Paul signe une extension de contrat de deux ans pour un montant de 27 millions de $.
Il réussit son premier sack de la saison lors du premier match de la saison sur le QB Drew Brees des Saints (défaite 23 à 34).
En 10e semaine contre les Panthers (victoire 46 à 23), il réussit un sack sur le QB Teddy Bridgewater et intercepte une de ses passes, sa première interception depuis la saison 2013. Lors de la défaite 24 à 27 contre les Rams en 11e semaine, il enregistre six plaquages, deux passes déviées et une interception.
Il termine la saison régulière avec un bilan de 55 plaquages, 9 ½ sacks, 4 fumbles forcés, deux fumbles recouverts, six passes déviées et deux interceptions.
Pierre-Paul est sélectionné le 21 décembre pour son troisième Pro Bowl, le premier en tant que Buccaneer et le premier depuis la saison 2012 avec les Giants.
Lors de la finale de conférence NFC gagné 31 à 26 contre les Packers, il réussit deux sacks sur le QB Aaron Rodgers. Les Buccaneers remportent ensuite le Super Bowl LV en battant dans leur stade les Chiefs sur le score de 31 à 9. Pierre-Jason remporte ainsi son deuxième Super Bowl,.

##### Saison 2021
Les performances de Pierre-Paul diminuent fortement en 2021 à la suite d'une blessure lancinante à la coiffe des rotateurs pendant la majeure partie de la saison nécessitant une intervention chirurgicale ultérieure. Il ne comptabilise que 2½ sacks, 31 plaquages et un fumble forcé en fin de saison.

#### Ravens de Baltimore
Le 23 septembre 2022, Pierre-Paul signe un contrat avec les Ravens de Baltimore.

## Statistiques en NFL
| Légende | Légende               |
| ------- | --------------------- |
|         | Gagnant du Super Bowl |
| Gras    | Record de carrière    |

| Stats. Jason Pierre-Paul | Stats. Jason Pierre-Paul | Matchs | Matchs | Plaquages | Plaquages | Plaquages | Plaquages | Interceptions | Interceptions | Interceptions | Interceptions | Interceptions | Interceptions | Fumbles | Fumbles |
| Saisons                  | Équipes                  | M.J.   | M.T    | Nb.       | Solo      | Sacks     | Safety    | Int.          | Yards         | Moy.          | + Long        | TD            | PD            | FF      | FR      |
| 2010                     | Giants de New York       | 16     | 0      | 30        | 24        | 04,5      | -         | -             | -             | -             | -             | -             | 6             | 2       | 2       |
| 2011                     | Giants de New York       | 16     | 12     | 86        | 65        | 16,5      | 1         | -             | -             | -             | -             | -             | 7             | 2       | 0       |
| 2012                     | Giants de New York       | 16     | 15     | 66        | 43        | 06,5      | -         | 1             | 28            | 28            | 28            | 1             | 5             | 1       | 1       |
| 2013                     | Giants de New York       | 16     | 06     | 27        | 20        | 02,0      | -         | 1             | 24            | 24            | 24            | 1             | 4             | 0       | -       |
| 2014                     | Giants de New York       | 16     | 16     | 77        | 53        | 12,5      | -         | -             | -             | -             | -             | -             | 6             | 3       | 1       |
| 2015                     | Giants de New York       | 08     | 08     | 26        | 21        | 01,0      | -         | -             | -             | -             | -             | -             | 6             | 0       | 2       |
| 2016                     | Giants de New York       | 12     | 12     | 53        | 35        | 07,0      | -         | -             | -             | -             | -             | 1             | 8             | 3       | 1       |
| 2017                     | Giants de New York       | 16     | 16     | 48        | 20        | 08,5      | -         | -             | -             | -             | -             | -             | 2             | 0       | 0       |
| 2018                     | Buccaneers de Tampa Bay  | 16     | 16     | 58        | 48        | 12,5      | -         | 0             | -             | -             | -             | -             | 2             | 1       | 1       |
| 2019                     | Buccaneers de Tampa Bay  | 10     | 08     | 30        | 24        | 08,5      | -         | 0             | -             | -             | -             | -             | 2             | 2       | 0       |
| 2020                     | Buccaneers de Tampa Bay  | 16     | 16     | 55        | 34        | 09,5      | -         | 2             | 15            | 7,5           | 15            | -             | 6             | 4       | 2       |
| 2021                     | Buccaneers de Tampa Bay  | 12     | 12     | 31        | 20        | 02,5      | -         | -             | -             | -             | -             | -             | 4             | 1       | 0       |
| 2022                     | Ravens de Baltimore      | 14     | 13     | 26        | 17        | 03,0      | -         | 1             | 03            | 03            | 03            | -             | 5             | 0       | 0       |
| Totaux en NFL            | Totaux en NFL            | 144    | 131    | 539       | 388       | 91,5      | 1         | 4             | 67            | 41            | 43            | 3             | 56            | 19      | 10      |
| Totaux chez Giants       | Totaux chez Giants       | 090    | 069    | 365       | 262       | 58,5      | 1         | 2             | 52            | 26            | 28            | 3             | 42            | 11      | 07      |
| Totaux chez Buccaneers   | Totaux chez Buccaneers   | 054    | 052    | 174       | 126       | 33,0      | -         | 2             | 15            | 15            | 15            | -             | 14            | 08      | 03      |

| Stats. Jason Pierre-Paul | Stats. Jason Pierre-Paul | Matchs | Matchs | Plaquages                          | Plaquages                          | Plaquages                          | Plaquages                          | Interceptions                      | Interceptions                      | Interceptions                      | Interceptions                      | Interceptions                      | Interceptions                      | Fumbles                            | Fumbles                            |
| Saisons                  | Équipes                  | M.J.   | M.T    | Nb.                                | Solo                               | Sacks                              | Safety                             | Int.                               | Yards                              | Moy.                               | + Long                             | TD                                 | PD                                 | FF                                 | FR                                 |
| 2011                     | Giants de New York       | 4      | 4      | 18                                 | 15                                 | 0,5                                | 0                                  | -                                  | -                                  | -                                  | -                                  | 0                                  | 4                                  | 0                                  | 0                                  |
| 2016                     | Giants de New York       | 0      | 0      | N'a pas joué le match de wild card | N'a pas joué le match de wild card | N'a pas joué le match de wild card | N'a pas joué le match de wild card | N'a pas joué le match de wild card | N'a pas joué le match de wild card | N'a pas joué le match de wild card | N'a pas joué le match de wild card | N'a pas joué le match de wild card | N'a pas joué le match de wild card | N'a pas joué le match de wild card | N'a pas joué le match de wild card |
| 2020                     | Buccaneers de Tampa Bay  | 4      | 4      | 13                                 | 10                                 | 2,0                                | 0                                  | -                                  | -                                  | -                                  | -                                  | 0                                  | 3                                  | 0                                  | 0                                  |
| 2021                     | Buccaneers de Tampa Bay  | 2      | 2      | 02                                 | 01                                 | 0,5                                | 0                                  | -                                  | -                                  | -                                  | -                                  | 0                                  | 0                                  | 0                                  | 1                                  |
| Total en NFL             | Total en NFL             | 10     | 10     | 33                                 | 26                                 | 4,0                                | 0                                  | -                                  | -                                  | -                                  | -                                  | 0                                  | 7                                  | 0                                  | 1                                  |